# PGC 2682454
LEDA/PGC 2682454 ist eine diffuse, elliptische Zwerggalaxie vom Hubble-Typ Ebc im Sternbild Drache am Nordsternhimmel. Sie ist schätzungsweise 107 Millionen Lichtjahre von der Milchstraße entfernt und hat einen Durchmesser von etwa 17.000 Lichtjahren.
Im selben Himmelsareal befinden sich u. a. die Galaxien NGC 4210, NGC 4221, NGC 4256, PGC 39359.